# Johann Adolph Neander
Johann Adolph Neander (22. februar eller 25. februar 1742 i Helsingør – dødstidspunkt ukendt) var dansk maler.
Neander skriver sig Danus, dog formentlig af svensk afstamning. Der haves kun få og usikre efterretninger om ham. Med 50 rigsdaler kurant årlig af Frederik 5.'s kasse studerede han 1761-66 ved Akademiet. Han synes ikke at have været nogen videre karakterfast person; der meldes, at han spillede sine få skillinger bort i tallotteriet og forsømte Akademiet; til sidst vendte han dette ganske ryggen, hvad der havde til følge, at den kongelige subvention ophørte. Han arbejdede for Holmskjolds svampeværk og prises (1790) af denne i høje toner. Til sidst skal han være bleven sindssvag og være død i Københavns Vartov, hvor man dog ikke kender noget til ham.

## Ekstern henvisning
- Johann Adolph Neander på Kunstindeks Danmark/Weilbachs Kunstnerleksikon